# 戸沢駅
戸沢駅（とざわえき）は秋田県仙北市西木町上桧木内字東戸沢にある、秋田内陸縦貫鉄道秋田内陸線の駅。

## 歴史
- 1989年（平成元年）4月1日：秋田内陸縦貫鉄道の駅として仙北郡西木村に開業[1][2]。無人駅[2]。

## 駅構造
単式ホーム1面1線を有する地上駅。無人駅で駅舎はないが待合所が設置されている。

## 利用状況
| 1日乗降人員推移 | 1日乗降人員推移 |
| 年度            | 1日平均人数     |
| --------------- | --------------- |
| 2016年          | 2               |
| 2017年          | 2               |
| 2018年          | 1               |

## 駅周辺
- 戸沢城址（戸沢氏が築城）
- 国道105号
- 桧木内川

## その他
当駅は秋田県内の駅では最も高い所（標高315m）に所在するため、待合所にはそれをアピールするための看板がある。

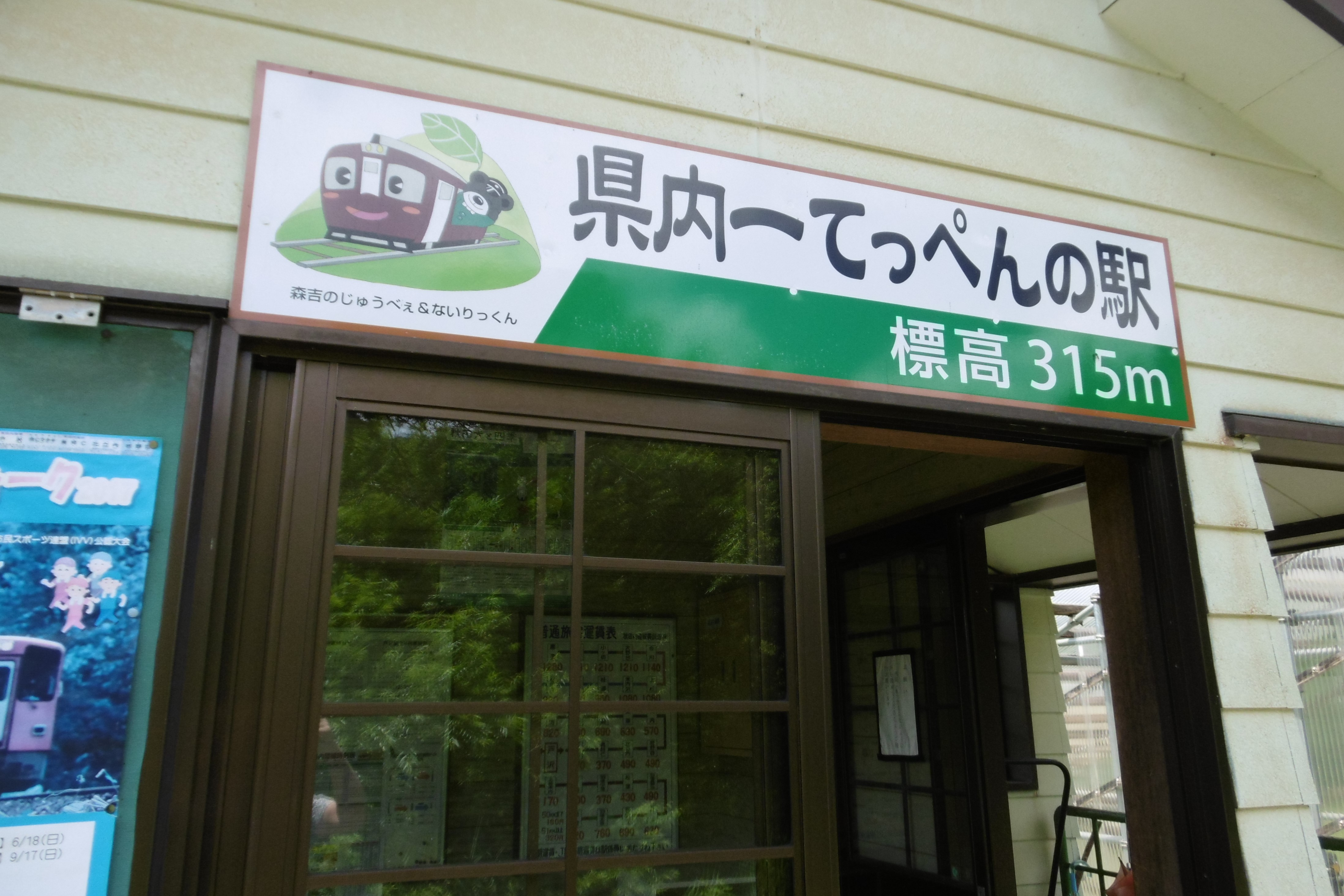
『県内一てっぺんの駅』という看板

## 隣の駅
秋田内陸縦貫鉄道
■秋田内陸線
□快速（下り列車のみ停車）・■普通
阿仁マタギ駅 - 戸沢駅 - 上桧木内駅